# Walter Wagner
Walter Wagner, född 25 juni 1907, död 29 eller 30 april 1945, var en tysk jurist och notarie. Han agerade vigselförrättare då Adolf Hitler gifte sig med Eva Braun i Führerbunkern tidigt på morgonen den 29 april 1945, i slutskedet av andra världskriget. Wagner var medlem av Berlins stadsråd och chef för Berlins Gau-kansli. Han dödades under slaget om Berlin den 29 eller 30 april 1945.

## Populärkultur
- I TV-filmen Bunkern – Hitlers sista dagar från 1981 spelas Wagner av Robert Austin.
- I filmen Undergången från 2004 spelas Wagner av Norbert Heckner.